# Dekatastrofizacja
Dekatastrofizacja – technika stosowana w terapii poznawczo-behawioralnej, mająca na celu modyfikację myśli zawierających zniekształcenia poznawcze, takie jak przepowiadanie przyszłości oraz katastrofizację. Ułatwia ona zdystansowanie się wobec rodzących zbyt duże obawy wyobrażeń i bardziej realistyczną ocenę możliwych konsekwencji wydarzeń, które są przedmiotem obaw.